# Arrependimento eficaz
Arrependimento eficaz, ou arrependimento ativo, é a ação efetuada pelo autor de crime que impede que a tentativa perfeita ou crime falho , tenha efeitos. Ocorre quando o agente já realizou todos os atos previstos para a consumação do crime, arrependendo-se posteriormente e assim evitando o resultado do crime.Nesse caso o autor quando alcança a eficacia do arrependimento , responderá penalmente apenas pelos atos praticados até então e não pela tentativa.
O clássico exemplo da doutrina é quando o agente envenena a vitima e, vindo a se arrepender depois, utiliza-se do antídoto para que a vitima não morra. Assim, o agente não responde mais por tentativa de homicídio, mas apenas por eventuais lesões corporais, caso a vitima tenha sofrido, o que acarreta em uma pena bem menor. Importante destacar que o arrependimento eficaz apenas será configurado caso o ato de arrependimento do agente seja voluntario. 
Damásio de Jesus dá como exemplo o agente que dá comida envenenada para a vítima, essa ingere o veneno, mas antes que o veneno produza efeitos o agente se arrepende e dá o antídoto que salvará a vítima, impedindo o resultado inicialmente pretendido. Difere da tentativa abandonada, pois nessa não se esgotaram todos os passos do crime (seria o caso se, envenenado o alimento, o agente impedisse a vítima de ingeri-lo).

## Arrependimento eficaz no direito brasileiro
No direito brasileiro, o arrependimento eficaz está previsto no art. 15 do CP, assim como a desistência voluntária:  
Art. 15 - O agente que, voluntariamente, desiste de prosseguir na execução ou impede que o resultado se produza, só responde pelos atos já praticados.
Quanto à natureza jurídica do arrependimento eficaz, há duas correntes preponderantes: a primeira defende que o ato de arrependimento eficaz é causa pessoal excludente de tipicidade; a outra entende ser causa pessoal de exclusão da punibilidade. 
O arrependimento eficaz difere do arrependimento posterior, onde o agente responderá pelo crime, ainda que com redução de pena.